# Hohen Neuendorf
Hohen Neuendorf ist eine Stadt im Landkreis Oberhavel im Land Brandenburg. Die Stadt mit ihren gut 27.000 Einwohnern liegt an der Havel und grenzt unmittelbar an die Berliner Ortsteile Frohnau und Heiligensee im Bezirk Reinickendorf. Seit den 1990er Jahren zählt Hohen Neuendorf zu den am stärksten wachsenden Orten im Berliner Speckgürtel. Seit 2019 trägt die Stadt den Beinamen Bienenstadt.

## Geographie
Hohen Neuendorf erstreckt sich von der Havel (ausgebaut als Oder-Havel-Kanal) im Westen (Pinnow, Alt-Borgsdorf und Niederheide; siehe auch Zehdenick-Spandauer Havelniederung) bis zu den Ausläufern des Niederen Barnim im Osten (Stadtteil Bergfelde). Die Stadt liegt an der westlichen Grenze des Naturparks Barnim – Bergfelde liegt im Naturpark, Hohen Neuendorf, Borgsdorf und Stolpe liegen außerhalb.
Nachbargemeinden
|                                   | Oranienburg                                 |                   |
| Hennigsdorf & Velten & Leegebruch | Kompassrose, die auf Nachbargemeinden zeigt | Mühlenbecker Land |
|                                   | Glienicke/Nordbahn & Berlin                 |                   |

Der Berliner Ortsteil Frohnau im Bezirk Reinickendorf grenzt direkt an die Stadtgrenze. Die Gemeinde Birkenwerder wird von den Stadtteilen Hohen Neuendorfs fast umschlossen.

## Stadtgliederung

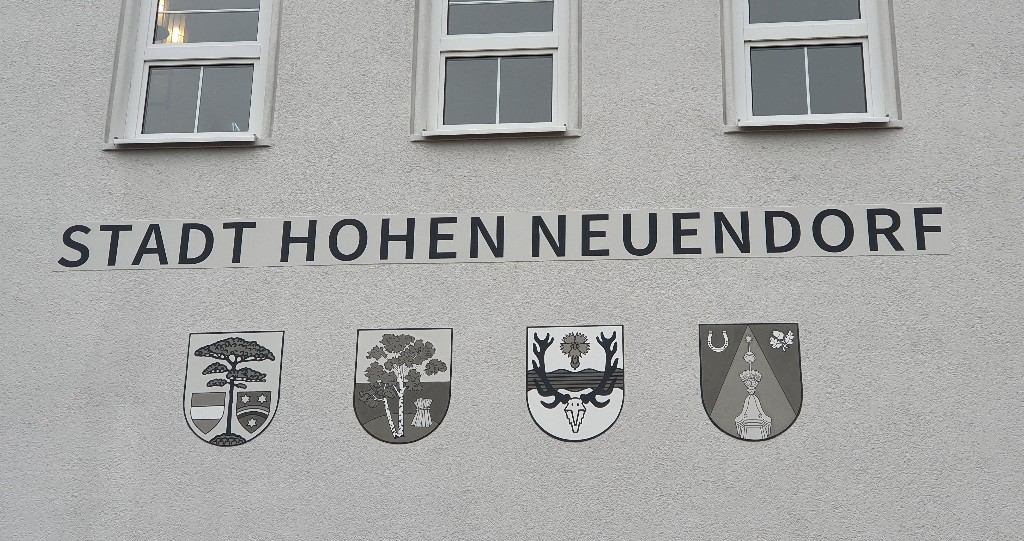
Wappen der Stadtteile der Stadt Hohen Neuendorf am Rathaus

Nach der Hauptsatzung der Stadt gliedert sich Hohen Neuendorf in folgende Stadtteile und Wohnplätze:
- Hohen Neuendorf (Kernstadt) mit den Wohnplätzen Elseneck und Niederheide
- Bergfelde
- Borgsdorf mit den Wohnplätzen Havelhausen, Pinnow und Venedig
- Stolpe

## Geschichte
Erste Siedlungsspuren im Gebiet des heutigen Hohen Neuendorf lassen sich gemäß der Liste der Bodendenkmale in Hohen Neuendorf bereits für die Bronzezeit nachweisen. Auch in späteren Phasen gab es hier demnach Siedlungen.
Das Dorf Hohen Neuendorf wurde erstmals 1349 als Nygendorf erwähnt und später zur Unterscheidung von dem havelabwärts gelegenen Dorf Neuendorf (heute: Nieder Neuendorf) in Hohen Neuendorf umbenannt.
Bis zur Suburbanisierung Berlins Ende des 19.  Jahrhunderts, gefördert durch die Entstehung radialer Eisenbahnstrecken, war Hohen Neuendorf ein unbedeutendes kleines Angerdorf.

### 19. Jahrhundert: Wachstum und Industrialisierung

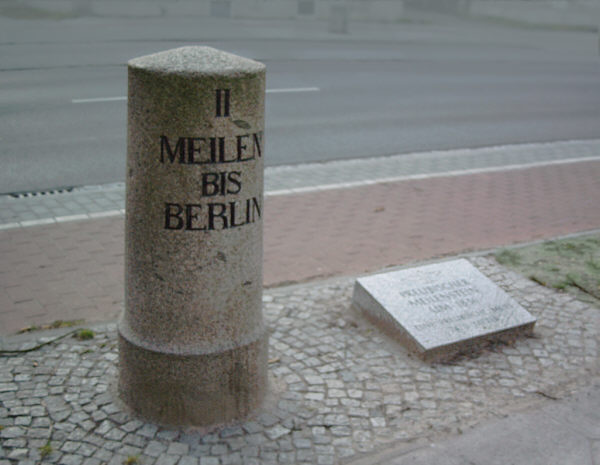
„II Meilen bis Berlin“, preußischer Meilenstein (um 1836) an der heutigen B 96

Eine rasante Entwicklung des Dorfes begann mit dem Bau der Nordbahn, der Eisenbahn von Berlin nach Neustrelitz, im letzten Viertel des 19.  Jahrhunderts. Die Einrichtung des Haltepunktes „Stolpe“ im Jahre 1877 –  auf Bestreben des damals bedeutenderen gleichnamigen Nachbardorfes  – führte in der Folgezeit zur Entstehung einer kleinen Kolonie am heutigen Südrand der Stadt. Auch um den zeitgleich eingerichteten Haltepunkt „Hohen Neuendorf“ entwickelte sich eine Siedlung. Während sich Stolpe durch die Verkehrsanbindung in seiner landwirtschaftlichen Prägung kaum veränderte, entwickelte sich Hohen Neuendorf zur Pendlergemeinde. Die Kolonie wuchs sowohl nach Westen (Stolper Straße) als auch parallel zur Eisenbahn nach Norden (Berliner Straße) und dort mit dem alten Dorf zusammen.

### Nach dem Ersten Weltkrieg
Im Jahr 1919 begann der Bau der Kolonie am Wasserturm als Kriegsbeschädigtensiedlung im Auftrag der damaligen Landgemeinde Hohen Neuendorf. Er wurde durch die staatliche preußische Landgesellschaft Eigene Scholle Frankfurt/Oder ausgeführt. Später dehnte sich der Ort nach Osten über den Bereich der Bahnstrecke hinaus aus. Im Zuge des Streckenumbaus für den Betrieb der S-Bahn wurden die beiden Haltepunkte Hohen Neuendorf und Stolpe im Jahr 1924 durch den neuen Bahnhof Hohen Neuendorf ersetzt.
Mit der Bildung von Groß-Berlin im Jahr 1920 dehnte sich das Berliner Stadtgebiet im Norden bis nach Frohnau aus, und Hohen Neuendorf wurde direkter Vorort von Berlin. Hohen Neuendorf kaufte 1921 die Niederheide vom Staatsforst und 1933 eine Fläche südlich der Stolper Straße von der Gemeinde Stolpe. Die geplante Besiedlung kam nur teilweise zur Ausführung. Besonders in der Niederheide blieben die meisten Parzellen abseits der Hauptstraße unbebaut.
Am 21. April 1945 erreichten polnische und sowjetische Truppenteile Hohen Neuendorf. Bei einem kurzen Schusswechsel wurden am heutigen Kreisverkehr im Süden der Stadt drei Gebäude zerstört. Das blieben die einzigen Zerstörungen im Ort während des Zweiten Weltkriegs.

### Nach dem Zweiten Weltkrieg
Erster Bürgermeister nach Kriegsende war ab 1945 der durch die Sowjetische Militäradministration (SMAD) eingesetzte Ernst Nowacki (KPD). Sein Nachfolger wurde 1946 Karl Tessen (SED, vorher SPD). Erster gewählter Bürgermeister nach dem Krieg wurde im Herbst 1946 Walter Pott (LDPD).
Verdienstvoll engagierte sich nach dem Kriegsende Käte Agerth als Schuldirektorin im Ort. Nach ihr war die von 1985 bis zur Wiedervereinigung bestehende POS „Käte Agerth“ benannt.
Das ehemalige Krankenhaus in Hohen Neuendorf wurde 1945 gegründet und von Wilhelm Meisezahl geleitet. 
Im Jahr 1953 entstand der Berliner Außenring. Die Strecke zwischen den Bahnhöfen Schönfließ und Hennigsdorf Nord führt mitten durch das alte Dorf Hohen Neuendorf. Für den Bau mussten mehrere Wohnhäuser abgerissen werden. Hohen Neuendorf erhielt mit dem Bahnhof Hohen Neuendorf West eine Station am Außenring.
Mit dem Bau der Berliner Mauer am 13.  August 1961 wurden die Straßen- und Eisenbahnverbindungen zum südlich angrenzenden West-Berlin durch die DDR unterbrochen. Ab November desselben Jahres fuhr die S-Bahn auf einer teilweise neuen Strecke über Blankenburg nach Berlin. Durch die neuen Bahnanlagen wurde die alte Straße vom ehemaligen Bahnhof Stolpe nach Bergfelde unterbrochen. Als Ausgleich wurde über eine Eisenbahnbrücke eine befestigte Straßenverbindung nach Bergfelde geschaffen.
Der Mauerfall am 9.  November 1989 und der Abriss der Grenzanlagen zu Berlin ermöglichte die Wiedereröffnung der Berliner Straße (B  96) nach Frohnau am 17. Februar 1990. Die direkte S-Bahn-Verbindung Hohen Neuendorf  – Frohnau wurde am 31.  Mai 1992 wieder aufgenommen.

### Fusion, Eingemeindung und Stadtrecht
Zum 6. Dezember 1993 fusionierten die Nachbargemeinden Bergfelde und Borgsdorf mit Hohen Neuendorf. Ortsbeiräte wurden im Gegensatz zu vielen Gemeinden im Landkreis Oberhavel nicht eingeführt. Die Einwohner von Birkenwerder stimmten in einer Volksbefragung gegen eine Fusion. Die Gemeinde Stolpe wurde mit Wirkung vom 26. Oktober 2003 in die Stadt eingemeindet.
Im Jahr 1999 wurde Hohen Neuendorf das Stadtrecht verliehen.

### 21. Jahrhundert
Ende 2006 hat sich das Aktionsbündnis Nordbahngemeinden mit Courage gegründet. Das überparteiliche, offene Bürgerforum setzt sich für eine starke Zivilgesellschaft und lebendige Demokratie vor Ort ein, um dem Erstarken rechtsextremen Gedankenguts in der Mitte der Gesellschaft aktiv entgegenzuwirken. Rund 30 Vereine, Parteien, Verwaltungen, Schulen, Kirchen und andere Institutionen sind bisher der Initiative beigetreten. Dem ursprünglich in Hohen Neuendorf und Birkenwerder gegründeten Bündnis haben sich zwischenzeitlich die Kommunen Mühlenbecker Land und Glienicke/Nordbahn angeschlossen.
Im Mai 2007 wurde der bis dahin zu Borgsdorf (Ortsteil Pinnow) gehörende Bernsteinsee (auch bekannt als Veltener Autobahnsee, da er in den 1970er Jahren durch Sandabbau im Rahmen des Ausbaus der heutigen Autobahn A  24 entstand) im Tausch gegen Wiesenland der Stadt Velten übergeben.
Am 28. März 2019 beschloss die Stadtverordnetenversammlung, dass die Stadt künftig den Beinamen „Bienenstadt“ trägt.
Im Jahr 2014 wurde anlässlich des 25.  Jahrestages der deutschen Wiedervereinigung von Uwe Corsepius, Generalsekretär des EU-Ministerrats, Bürgermeister Klaus-Dieter Hartung, Torsten Werner (Schutzgemeinschaft Deutscher Wald), Werner Erhardt (Ideengeber) und weiteren am 3.  Oktober ein Baumdenkmal für die Deutsche Einheit in Bergfelde gepflanzt.

## Bevölkerungsentwicklung
| Jahr | Einwohner |
| ---- | --------- |
| 1624 | 76        |
| 1718 | ≈ 60      |
| 1800 | 113       |
| 1847 | 170       |
| 1875 | 214       |
| 1890 | 338       |

| Jahr | Einwohner |
| ---- | --------- |
| 1910 | 2.752     |
| 1925 | 5.308     |
| 1933 | 6.832     |
| 1939 | 9.976     |
| 1946 | 9.353     |
| 1950 | 10.061    |

| Jahr | Einwohner |
| ---- | --------- |
| 1964 | 9.675     |
| 1971 | 9.566     |
| 1981 | 9.059     |
| 1985 | 8.927     |
| 1990 | 8.281     |

| Jahr | Einwohner |
| ---- | --------- |
| 1995 | 14.146    |
| 2000 | 18.922    |
| 2005 | 22.617    |
| 2010 | 24.384    |
| 2015 | 25.519    |

| Jahr | Einwohner |
| ---- | --------- |
| 2020 | 26.380    |
| 2021 | 26.658    |
| 2022 | 26.717    |
| 2023 | 26.719    |
| 2024 | 26.857    |

Gebietsstand des jeweiligen Jahres, Einwohnerzahl: Stand 31. Dezember (ab 1991). Ab 2011 auf Basis des Zensus 2011. Ab 2022 auf Basis Zensus 2022

## Politik

### Stadtverordnetenversammlung
Die Stadtverordnetenversammlung von Hohen Neuendorf besteht entsprechend der Einwohnerzahl der Stadt aus 32 Stadtverordneten und dem hauptamtlichen Bürgermeister. Bei der Wahl im Jahr 2014 waren es bei geringerer Einwohnerzahl der Stadt noch 28 Mandate. Die Kommunalwahl am 9. Juni 2024 führte bei einer Wahlbeteiligung von 72,3 % zu folgendem Ergebnis:
| CDU                                         | 28,6 % | 8  | 21,0 % | 7  | 24,5 % | 8  |
| AfD                                         | –      | –  | 12,0 % | 4  | 16,2 % | 5  |
| SPD                                         | 21,4 % | 6  | 14,8 % | 5  | 14,6 % | 5  |
| Bündnis 90/Die Grünen                       | 10,7 % | 3  | 17,9 % | 6  | 14,1 % | 4  |
| Einzelbewerber Michael Gerlach              | –      | –  | –      | –  | 08,8 % | 1  |
| Die Linke                                   | 17,9 % | 5  | 13,8 % | 4  | 06,1 % | 2  |
| Stadtverein Hohen Neuendorf                 | 10,7 % | 3  | 08,3 % | 3  | 05,8 % | 2  |
| FDP                                         | 03,6 % | 1  | 06,0 % | 2  | 04,2 % | 1  |
| Tierschutzpartei                            | –      | –  | 04,6 % | 1  | 03,3 % | 1  |
| Bündnis Frieden, Vernunft und Gerechtigkeit | –      | –  | –      | –  | 02,4 % | 1  |
| BVB/Freie Wähler                            | 03,6 % | 1  | –      | –  | –      | –  |
| Einzelbewerber Norbert Matthes              | 03,6 % | 1  | 01,6 % | –  | –      | –  |
| Insgesamt                                   | 100 %  | 28 | 100 %  | 32 | 100 %  | 30 |

Der Stimmenanteil des Einzelbewerbers Michael Gerlach im Jahr 2024 entspricht drei Sitzen. Daher bleiben zwei Sitze in der Stadtverordnetenversammlung unbesetzt. 

### Bürgermeister
- 1902–1920: Gustav Wildberg
- 1933–1945: Paul Jacob (NSDAP)

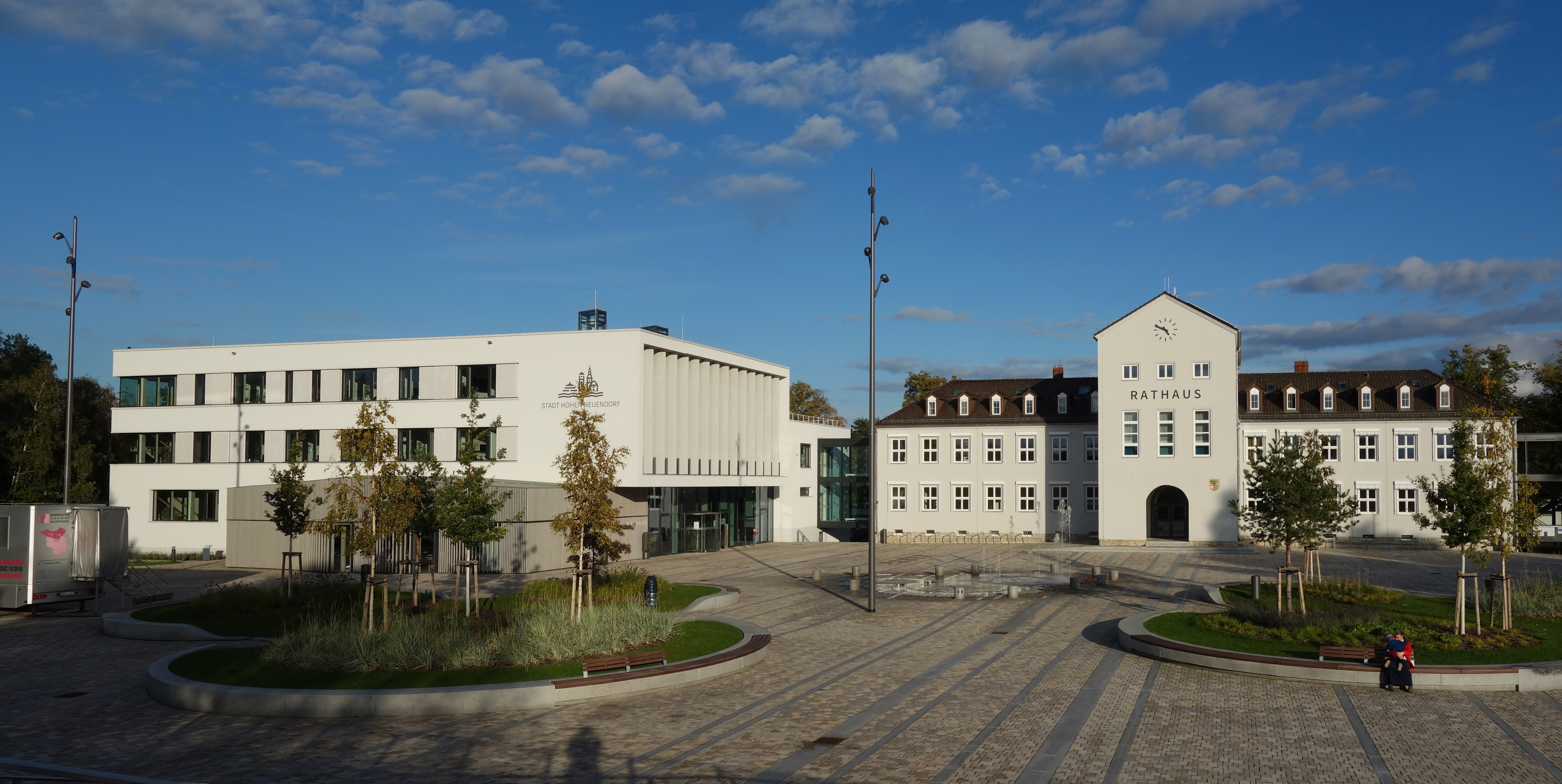
Rathaus-Ensemble von Hohen Neuendorf

- 1945–1946: Ernst Nowacki (KPD, SED)
- 1946–1946: Karl Tessen (SPD, SED)
- 1947–1951: Walter Pott (LDPD)
- 1990–1992: Günter Siebert (SPD)
- 1992–2008: Monika Mittelstädt (CDU)
- 2008–2016: Klaus-Dieter Hartung (Die Linke)[17]
- seit 2016: Steffen Apelt (CDU)

Apelt setzte sich bei der Stichwahl am 29. November 2015 gegen den Amtsinhaber Klaus-Dieter Hartung mit 51,5 % der gültigen Stimmen durch. Er wurde in der Bürgermeisterwahl am 5. November 2023 mit 51,1 % der gültigen Stimmen in seinem Amt bestätigt. Seine Amtszeit beträgt acht Jahre.

### Wappen
| Wappen von Hohen Neuendorf | Blasonierung: „In Gold auf grünem Berg eine grüne Kiefer mit schwarzem Stamm, beseitet von zwei Schilden; vorn in Rot ein silberner Balken; hinten in Blau ein rot-gold-blauer Regenbogen begleitet von drei goldenen Sternen (2:1).“                                                              |
| Wappen von Hohen Neuendorf | Wappenbegründung: Die Wappendarstellung geht auf das Jahr 1936 zurück. Die Kiefer stellt eine Märkische Kiefer dar. Das Wappen vorn ist das Wappen der Familie von Buch, das Wappen hinten das der Familie von Wins. Das Wappen wurde am 30. Juni 1992 durch das Ministerium des Innern genehmigt. |

### Flagge
„Die Flagge der Stadt Hohen Neuendorf zeigt das Stadtwappen auf weißem Grund.“

### Dienstsiegel
Das Dienstsiegel zeigt das Wappen der Stadt mit der Umschrift STADT HOHEN NEUENDORF • LANDKREIS OBERHAVEL.

### Städtepartnerschaften

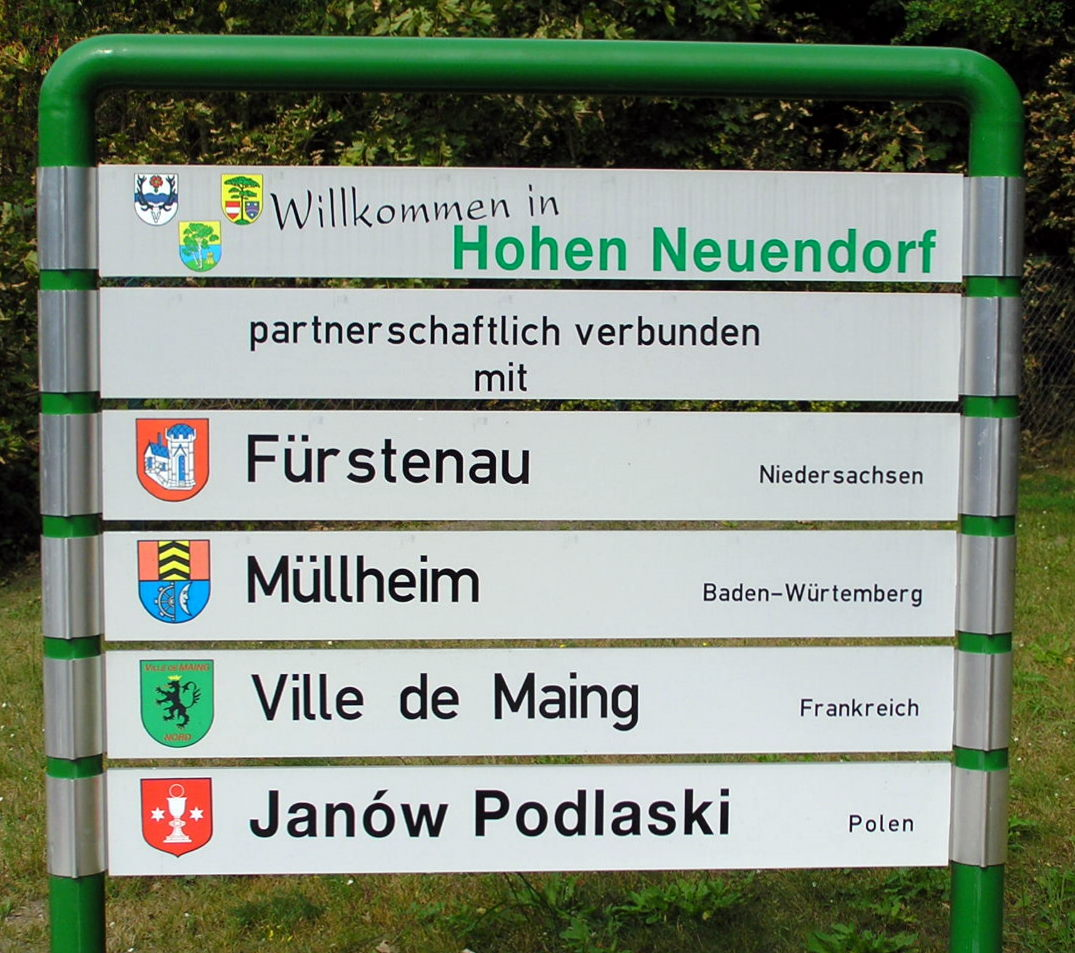
Altes Schild der Partnerstädte am Eingang von Hohen Neuendorf

Hohen Neuendorf unterhält Partnerschaften mit folgenden Orten:
- Fürstenau, Deutschland (seit 1991, frühere Partnerstadt von Borgsdorf)
- Müllheim im Markgräflerland, Deutschland (seit 1992)
- Janów Podlaski, Woiwodschaft Lublin, Polen (seit 1995)
- Bergerac, Nouvelle-Aquitaine, Frankreich (seit 2018)[23]

Zwischen 1992 und 2017 bestand eine Partnerschaft mit der französischen Gemeinde Maing, Département Nord. Die Partnerschaft war bereits zuvor von beiden Seiten nicht mehr aktiv gepflegt worden.

## Sehenswürdigkeiten und Kultur

### Bauwerke

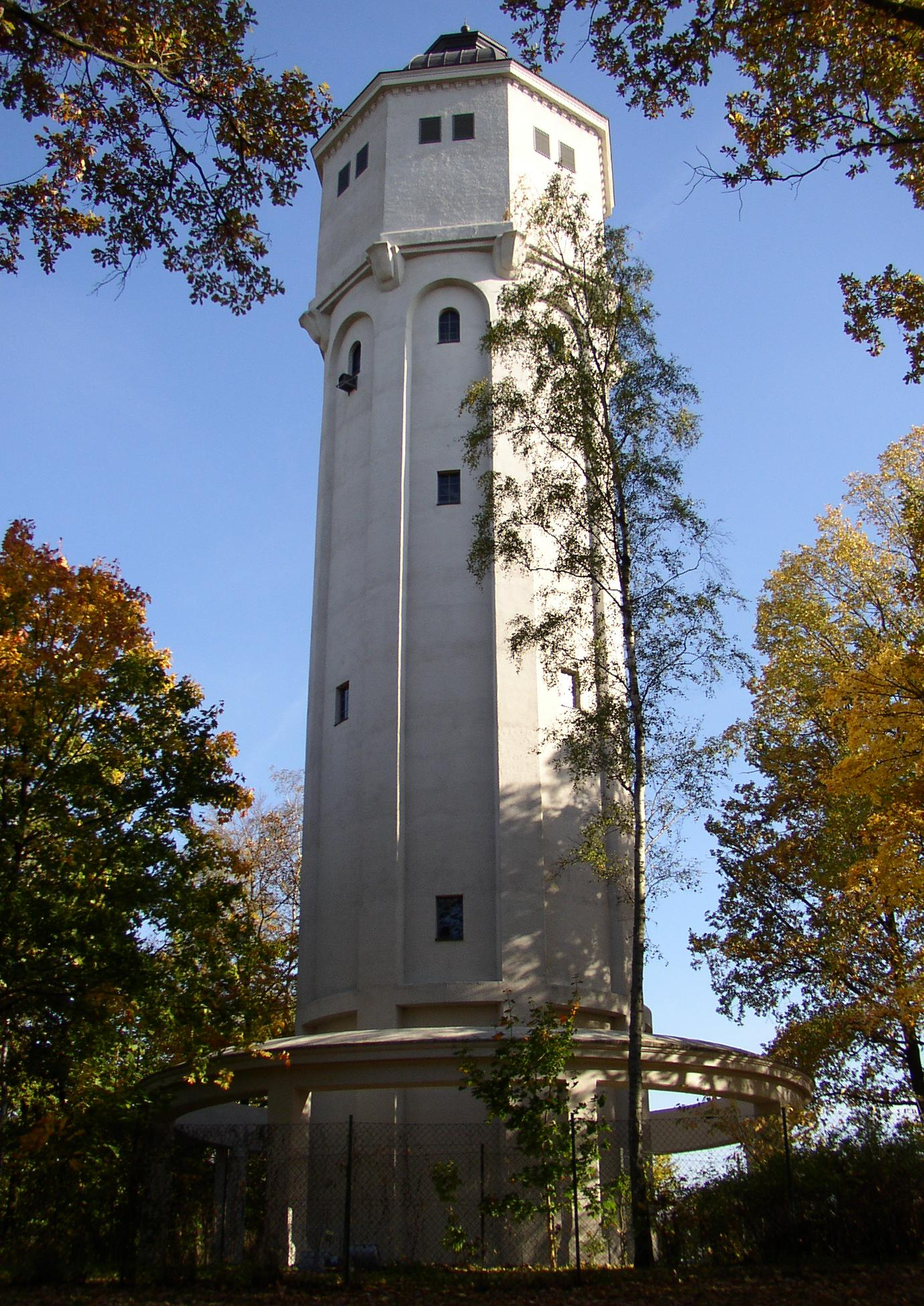
Wasserturm

- Wasserturm und Wasserwerk Hohen Neuendorf, erbaut in den Jahren 1912–1914 nach Plänen des Architekten Albert Gottheiner (1878–1947).
- Rathaus Hohen Neuendorf, erbaut in den Jahren 1935–1936 nach Plänen des Architekten Wilhelm Büning (1881–1958).
- Evangelische Kirche Hohen Neuendorf, erbaut 1909 im Heimatschutzstil mit Neobarockelementen von Georg Büttner.
- Himmelspagode, 2002 erbaut, dreietagiger chinesischer Turmbau mit chinesischem Restaurant in einem dazugehörigen Park, dem Himmelstempel in Peking nachempfunden[25]
- Evangelische Kirche in Borgsdorf mit Gemeindehaus und separatem Glockenstuhl, erbaut 1952–1953  – und damit einer der wenigen Kirchenneubauten in der DDR.
- In Pinnow befindet sich eine 1859–1862 erbaute Kirche nach Entwurf des preußischen Baumeisters Friedrich August Stüler.
- Im Stadtteil Stolpe befindet sich eine der ältesten Dorfkirchen in der Mark Brandenburg, errichtet um das Jahr 1250.
- In Bergfelde gibt es einen erhaltenen ehemaligen Grenzturm der Berliner Mauer. Er wurde in den 1980er Jahren als Führungstelle Bergfelde errichtet und wird heute als Naturschutzturm der SDW Schutzgemeinschaft Deutscher Wald genutzt.

Im Zusammenhang mit einer geplanten Neugestaltung eines Stadtzentrums wurden 2003/2004 zahlreiche, darunter die ältesten Gebäude von Hohen Neuendorf abgerissen: das Büdnerhaus Karl-Marx-Straße  8 aus dem Jahre 1795 sowie der bekannte „Alte Krug“, der 1799 das erste Mal erwähnt wurde. Auch weitere bekannte Gebäude, wie zum Beispiel die „Villa zum weißen Hirsch“ (das ehemalige Baubüro des Ortes aus den 1920er Jahren) und das Jugendklubhaus, fielen dem Abriss zum Opfer.
Die Havelbaude ist ein bekanntes Ausflugsrestaurant in der Niederheide, zu der ein Sportboothafen und eine -werft gehören.

### Geschichtsdenkmale

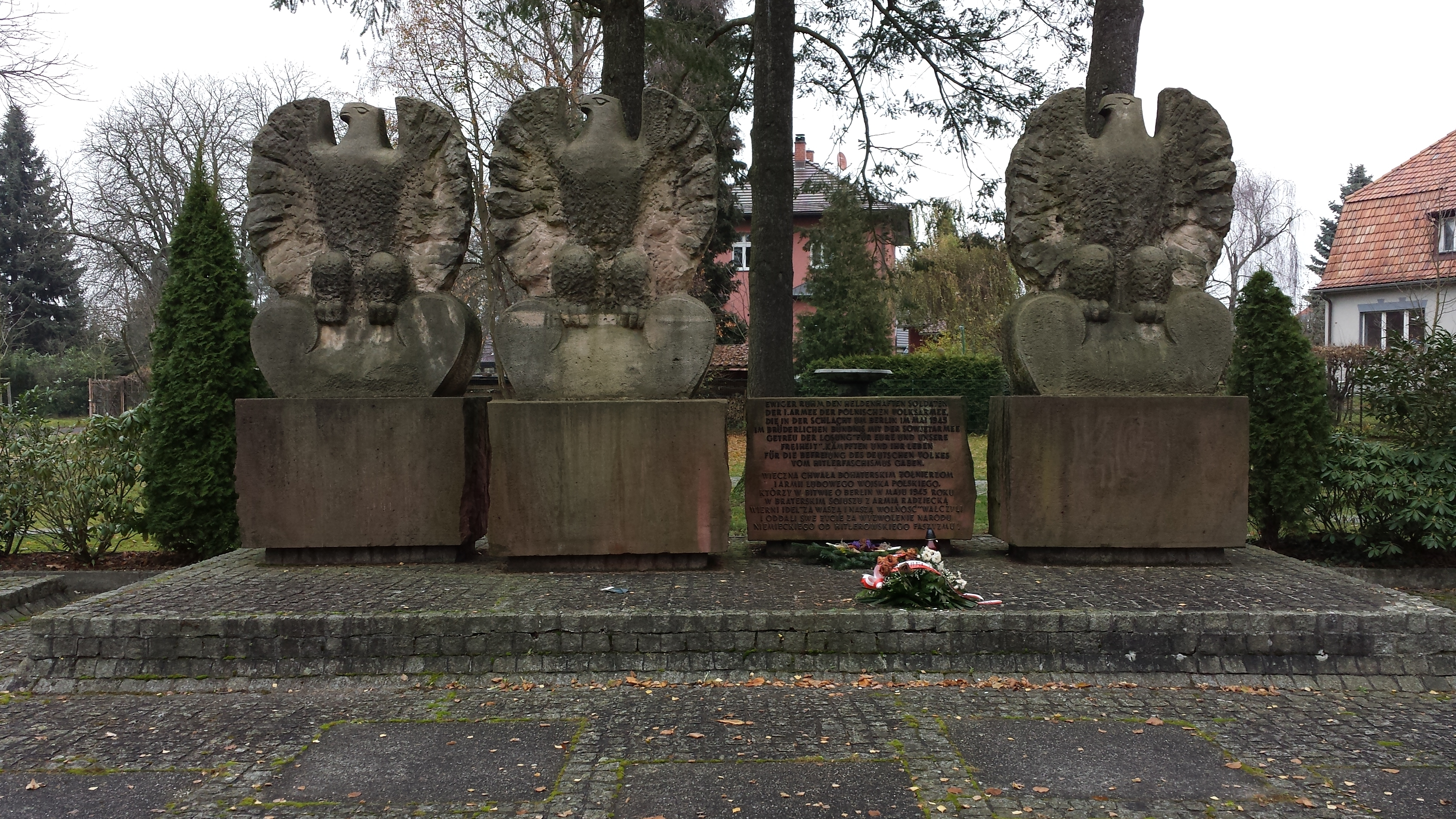
Polnisches Ehrenmal

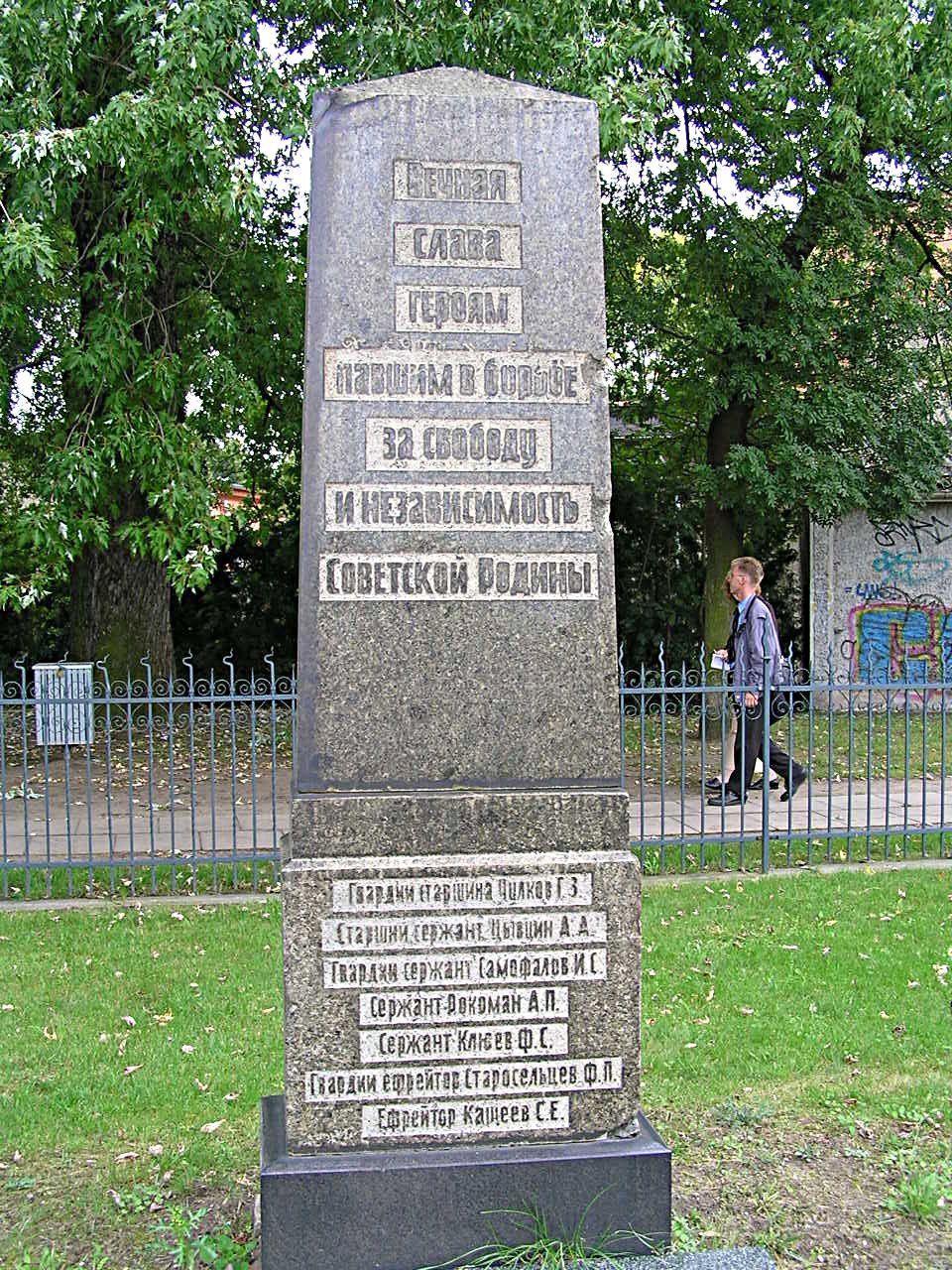
Sowjetisches Ehrenmal

- Gedenktafel von 1945 an den Lokomotivführer, SPD-Ortsvorsitzenden und Teilnehmer am Widerstandskampf gegen den Nationalsozialismus Otto Scharfschwerdt, der 1943 im KZ Sachsenhausen ums Leben kam, an seinem Wohnhaus in der Scharfschwerdtstraße 8
- Gedenkstein von 1973 in der Straße, die den Namen von Anton Saefkow trägt, den Organisator der Saefkow-Jacob-Bästlein-Widerstandsgruppe, die hier ein Laubengrundstück für konspirative Treffen nutzte
- Stolpersteine als Teil eines europaweiten Projektes zur Erinnerung an das Schicksal von Menschen, die in der Zeit des Nationalsozialismus verfolgt, ermordet, deportiert, vertrieben oder in den Suizid getrieben wurden. In Hohen Neuendorf gibt es bisher dreizehn Stolpersteine, sie erinnern u.  a. an Curt Eckstein, Georg Jacks, Ernestine Jacks, Hermann Jacks, Hugo Rosenthal, Elfriede Rosenthal und Emma Rosenthal.[26][27]
- Denkmal für die Soldaten der 1. Polnischen Armee, Division Tadeusz Kosciuszko, die 1945 als erste alliierte Truppen Hohen Neuendorf erreichten.
- Gedenktafel in der Florastraße unmittelbar an der Grenze zu Berlin, die an die hier verlaufende Berliner Mauer und insbesondere an die hier in der Nacht zum 22. November 1980 bei einem Fluchtversuch von Grenzsoldaten erschossene Marienetta Jirkowsky erinnert
- Gedenktafel am heute von der Waldjugend genutzten Beobachtungsturm im Stadtteil Bergfelde, der an drei weitere Todesopfer an der Berliner Mauer erinnert, die in der unmittelbaren Umgebung bei Fluchtversuchen ums Leben kamen; es handelt sich um Joachim Mehr, Willi Born und Rolf-Dieter Kabelitz
- Auf dem Dorfanger Stolpe befindet sich ein Denkmal zu Ehren der Stolper Opfer des Ersten Weltkriegs, ein Gedenkstein außerdem vor dem Kirchengebäude
- Gedenkstein von 1958 anlässlich des 40.  Jahrestages des „Treffens der fortschrittlichen Jugend Berlins gegen Militarismus und Krieg“ am 5. Mai 1918 im Stolper Wald
- Baumdenkmal für die Deutsche Einheit, 2014 anlässlich des 25.  Jahrestages der deutschen Wiedervereinigung am ehemaligen Todesstreifen in Bergfelde gepflanzt.[7][8]

## Wirtschaft und Infrastruktur

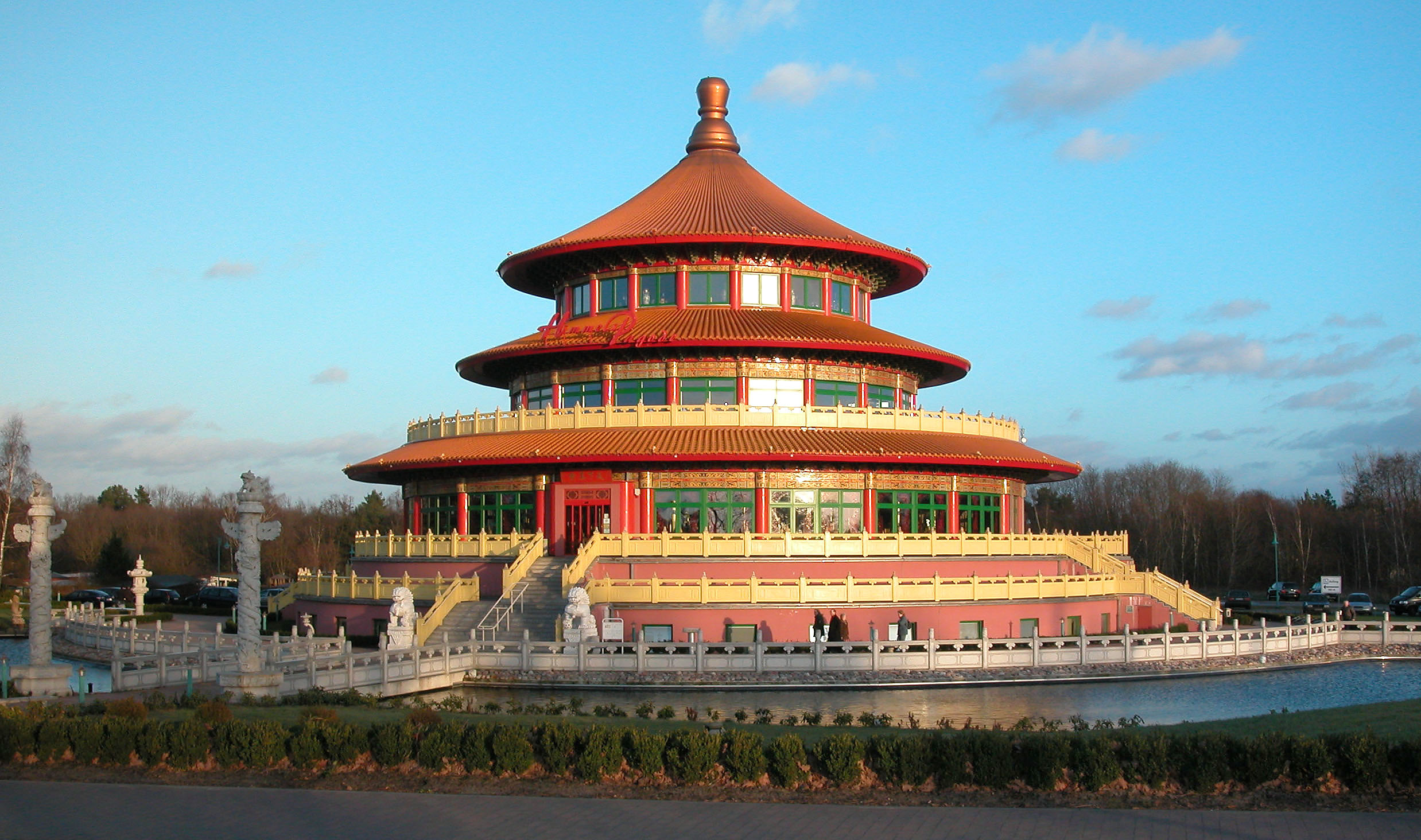
Chinesisches Restaurant „Himmelspagode“

### Unternehmen
In Bergfelde gibt es eine große Zahl an Unternehmen und Gewerbe, insbesondere im Baugewerbe und Handwerk, für Dienstleistungen sowie Hotels und Restaurants. In der Stadt gibt es verschiedene Einkaufsmöglichkeiten, beispielsweise das Handels- und Dienstleistungszentrum in Hohen Neuendorf und einen Gartenmarkt in Borgsdorf.
Der Gewerbesteuerhebesatz beträgt 310 %, der Grundsteuerhebesatz für land- und forstwirtschaftliche Betriebe liegt bei 300 %, für sonstige Grundstücke bei 360 %.

### Öffentliche Einrichtungen

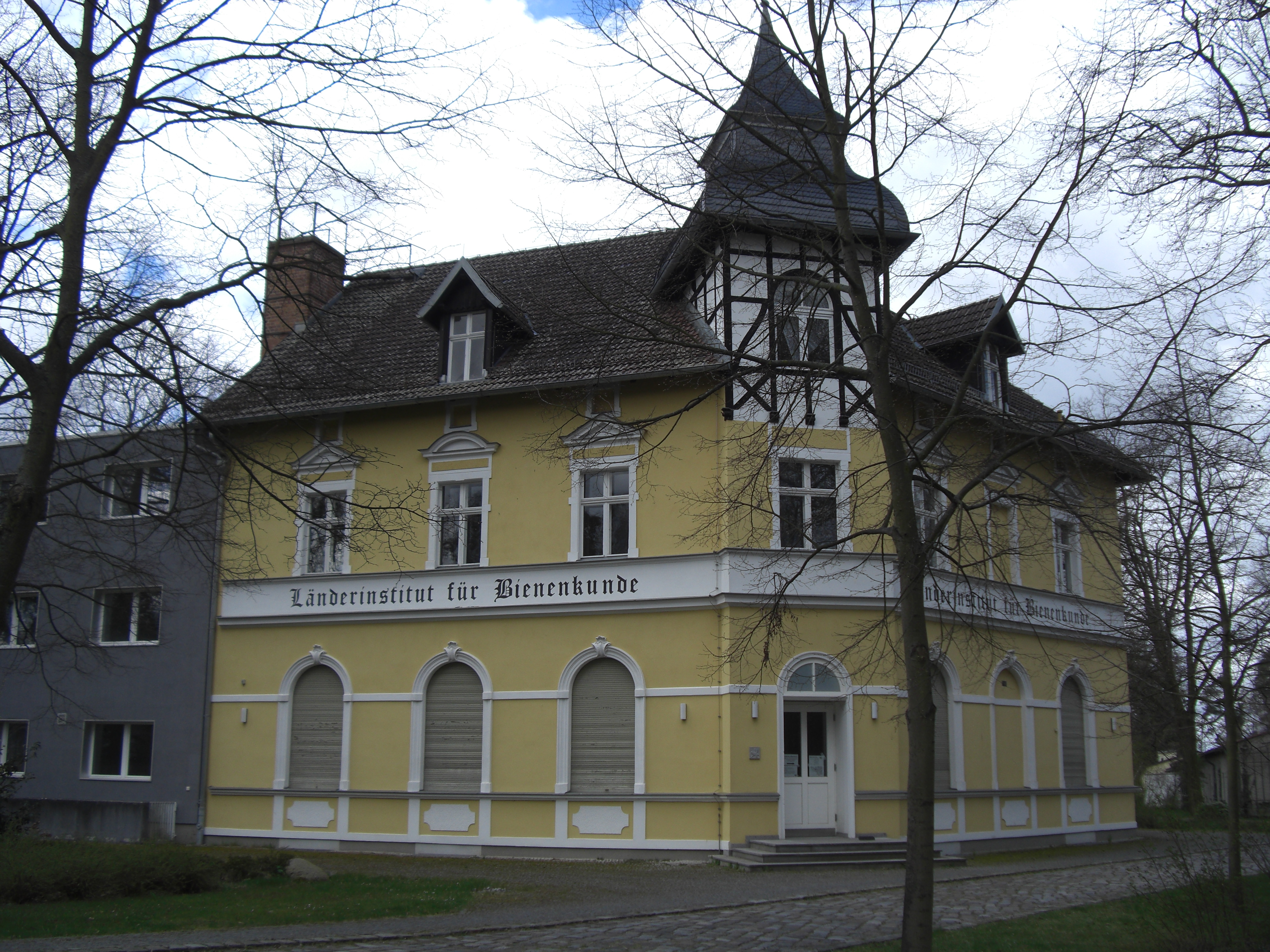
Länderinstitut für Bienenkunde

Das Länderinstitut für Bienenkunde hat seinen Sitz in Hohen Neuendorf. In Borgsdorf gibt es eine Landeswaldoberförsterei des Forstes Brandenburg.

### Verkehr

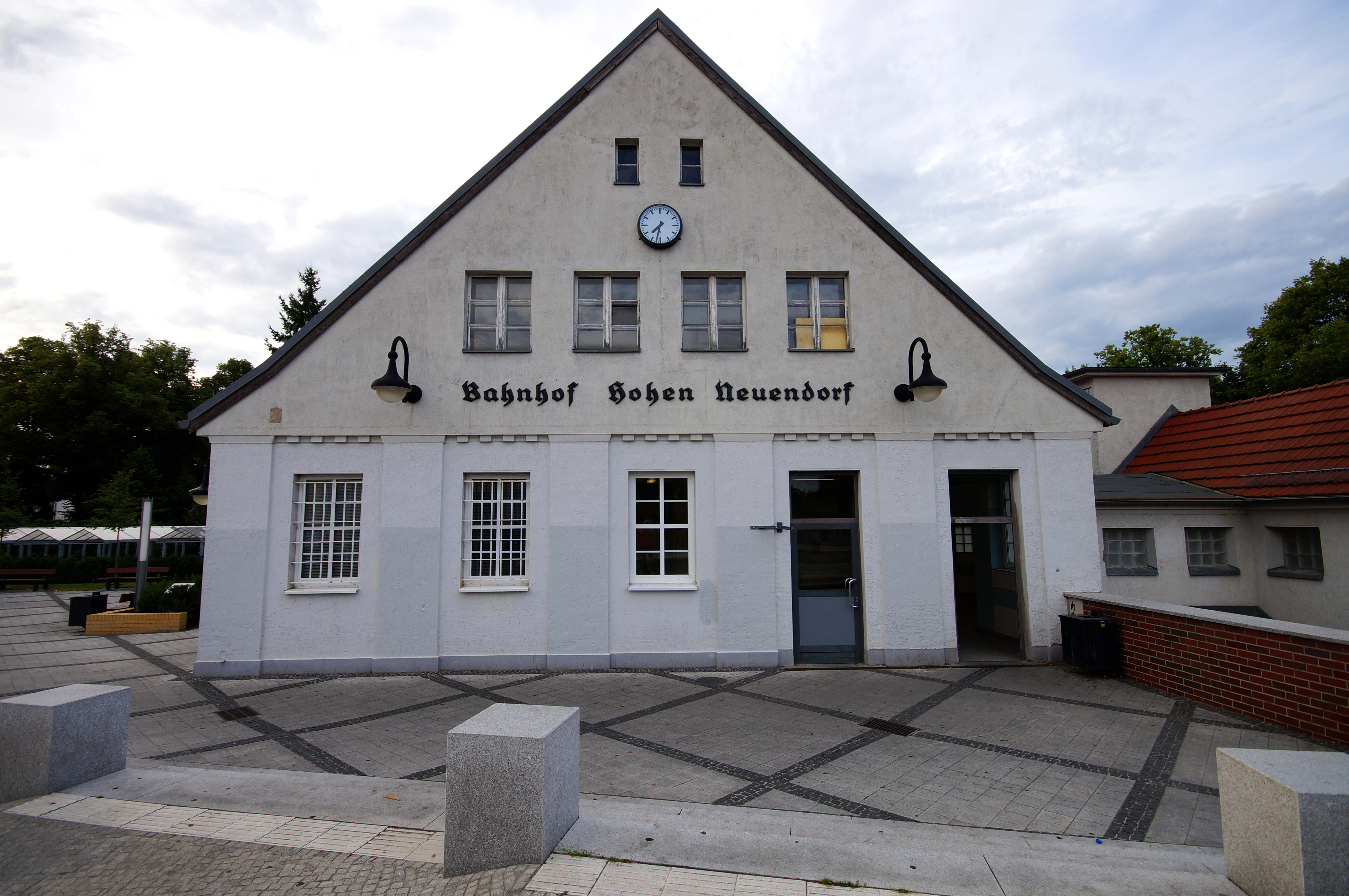
Bahnhof Hohen Neuendorf

Die B  96 durchquert die Stadt von Norden (Oranienburg) nach Süden (Berlin, Ortsteil Frohnau). Außerdem verläuft die B  96a in Richtung Berlin-Blankenfelde durch den Stadtteil Bergfelde. Die nächstgelegenen Autobahnanschlussstellen sind Birkenwerder an der A  10 (nördlicher Berliner Ring) und Stolpe an der A  111.
Hohen Neuendorf liegt an der Berliner Nordbahn sowie dem Berliner Außenring.
Auf dem Stadtgebiet von Hohen Neuendorf befinden sich die folgenden Bahnhöfe (alle im Tarifgebiet Berlin C des Verkehrsverbundes Berlin-Brandenburg):
- S-Bahnhof Bergfelde (b Berlin) (S  8)
- S-Bahnhof Borgsdorf (S  1)
- S-Bahnhof Hohen Neuendorf (b Berlin) (S  1, S  8)
- Regionalbahnhof Hohen Neuendorf West (RB 20 Oranienburg–Potsdam)

Alle Stadtteile sind durch Buslinien der Oberhavel Verkehrsgesellschaft erschlossen:
- Linie 809 verbindet die Stadtteile Hohen Neuendorf, Bergfelde und Stolpe mit Hennigsdorf und Berlin-Frohnau;
- Linie 816 verbindet den Stadtteil Borgsdorf mit Velten;
- Linie 822 ist eine Stadtlinie im Stadtteil Hohen Neuendorf.

Der Radfernweg Berlin–Kopenhagen und der Havelradweg laufen durch die Stadtteile Hohen Neuendorf und Borgsdorf.
Auf der Havel herrscht reger Fracht- und saisonal Ausflugsverkehr; seit den 1970er Jahren wird Hohen Neuendorf von der Berufsschifffahrt nicht mehr angelaufen. Allerdings stellt die Havel eine wichtige Anbindung zur Belieferung des Stahl- und Walzwerks Hennigsdorf mit Kohle und Rohmaterialien. Die Havelbaude hat ihre Bedeutung für die Sportschifffahrt bewahrt.

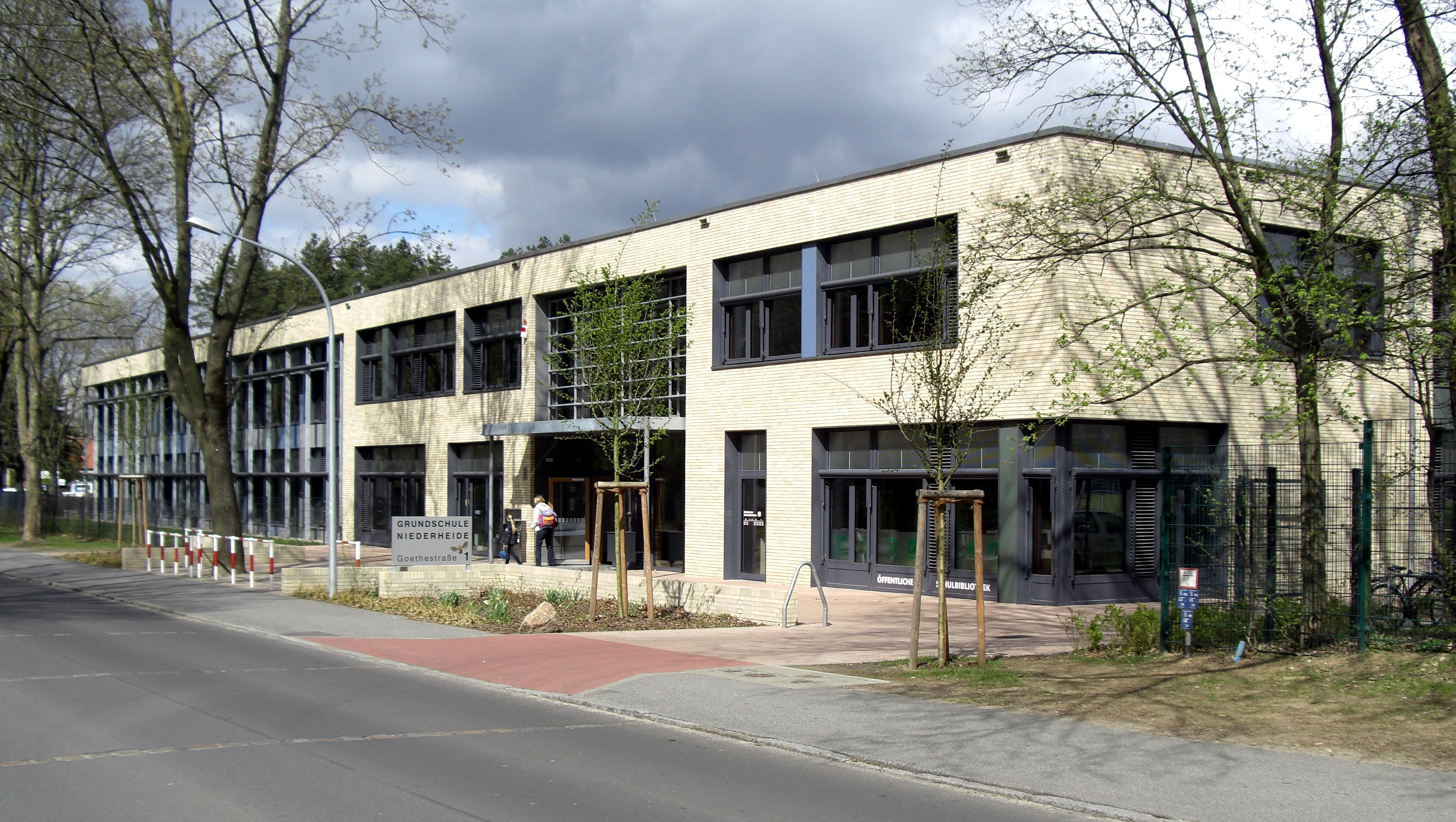
Grundschule Niederheide

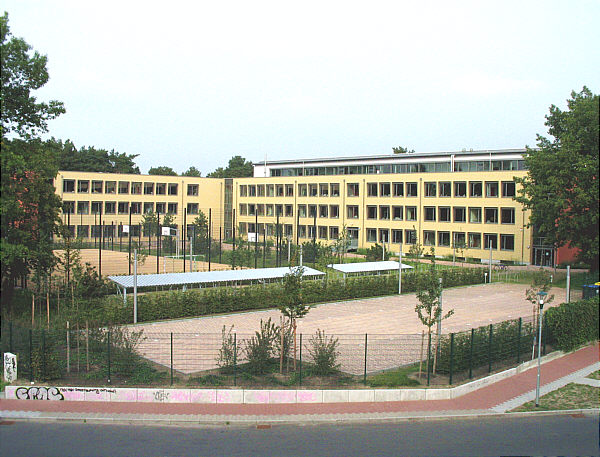
Marie-Curie-Gymnasium

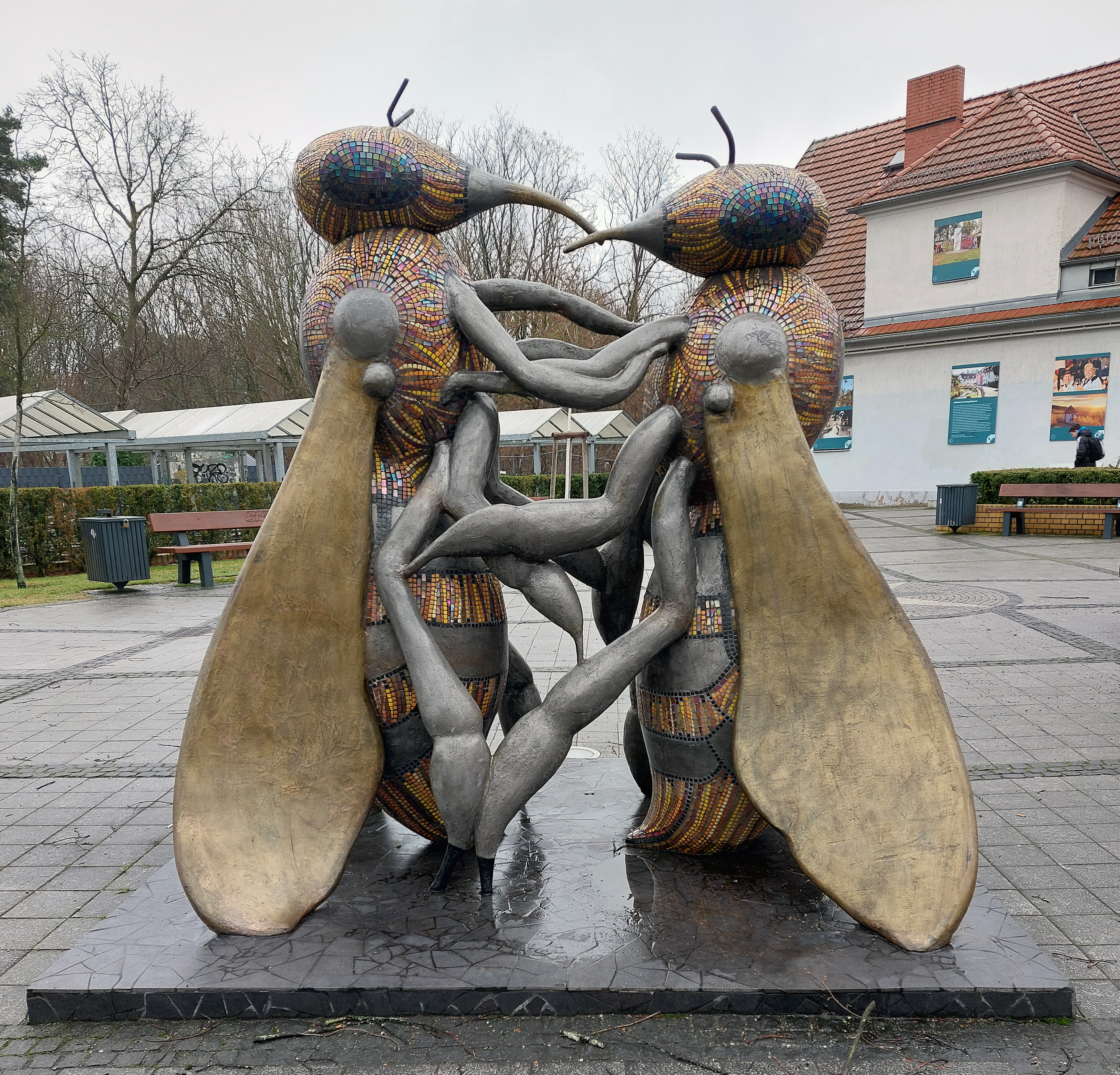
Skulptur Tanz der Honigbienen,
Schönfließer Straße

### Bildung
In der Stadt gibt es verschiedene Schulen, die meisten davon liegen im Stadtteil Hohen Neuendorf:
- Ahorn Grundschule in Bergfelde
- Dr. Hugo Rosenthal Oberschule[32]
- Grundschule Borgsdorf
- Grundschule Niederheide
- Margeriten-Schule in Borgsdorf, eine Förderschule mit dem Schwerpunkt Emotionale und soziale Entwicklung
- Marie-Curie-Gymnasium[33][34]
- Mosaik Grundschule Oberhavel[35]
- Waldgrundschule.

### Sport
Im Stadtteil Hohen Neuendorf gibt es einen Fußballplatz, einen Sportplatz, einen Tennisplatz und zwei Sporthallen. Daneben wird die Stadthalle von der Waldgrundschule und örtlichen Vereinen als Sporthalle genutzt. Die erste Frauen-Fußballmannschaft von Blau-Weiß Hohen Neuendorf spielte in der Regionalliga Nordost, die erste Männermannschaft derzeit in der Berlin-Liga (Saison 2024/25). Die 1.  Herren-Mannschaft der Rugbyunion Hohen Neuendorf spielt seit Anfang der Saison 2014/15 in der 1. Bundesliga Ost. Die 1.  Herren-Mannschaft des HSV Oberhavel spielt Handball in der Brandenburgliga.
In Bergfelde gibt einen Sportplatz für die Fußballspiele des SV Grün-Weiß Bergfelde.
Der Sportplatz in Borgsdorf wird von örtlichen Vereinen und der Grundschule genutzt. Der Platz wurde im August 2002 nach einer umfassenden Neugestaltung eröffnet. Die 1.  Herren-Fußball-Mannschaft des FSV Forst Borgsdorf spielt in der Saison 2017/18 in der Kreisoberliga.
Im Stadtteil Stolpe befindet sich der Berliner Golfclub Stolper Heide mit zwei 18-Loch-Golfplätzen. Der ältere Westplatz (Eröffnung 1997) wurde von Bernhard Langer entworfen, der Ostplatz (Eröffnung 2003) von Kurt Roßknecht.
Der SSV Hohen Neuendorf veranstaltet seit dem Jahr 2000 Anfang November den Herbstlauf mit Strecken von 400  m (Kinderlauf) bis 10,5  km. Der Lauf ist mit rund 1000 Teilnehmern die größte Sportveranstaltung im Landkreis.

## Persönlichkeiten

### Ehrenbürger
- Alfred Schönbucher, Pfarrer (1922–2003) aus Müllheim in Baden. Die Ehrenbürgerurkunde wurde ihm 1997 aus Anlass seines 75.  Geburtstags und des fünfjährigen Bestehens der Partnerschaft mit Müllheim überreicht.[38]

### Söhne und Töchter der Stadt
- Paul Schreier (1880–1937), Kommunalpolitiker der KPD, 1937 in der Sowjetunion hingerichtet, geboren in Stolpe
- Johannes Magerstädt (1921–1996), Brigadegeneral des Heeres und Unterabteilungsleiter im Bundesnachrichtendienst
- Klaus-Peter Bruchmann (1932–2017), Komponist, geboren in Borgsdorf
- Thomas Schmidt (* 1950), Zahnarzt und Politiker
- Ellen Mäder-Gutz (* 1954), Bildhauerin und Grafikerin, geboren in Bergfelde
- Barbara Tietze, verheiratete Nussbaum (* 1954), Politikerin (SPD)
- Frank Möller (* 1960), Leichtathlet, Trainer
- Julian Eitschberger (* 2004), Fußballspieler

### Mit der Stadt verbundene Persönlichkeiten
- Wilhelm Lahn (1832–1907), Lehrer und Kantor in Stolpe
- Ernst Flatow (1887–1942), evangelischer Pfarrer jüdischer Herkunft, lebte in Hohen Neuendorf
- Otto Scharfschwerdt (1887–1943), Gewerkschaftsfunktionär und Widerstandskämpfer gegen den Nationalsozialismus, lebte in Hohen Neuendorf
- Käte Agerth (1888–1974), Reformpädagogin, aktiv im Widerstand gegen den Nationalsozialismus, Schuldirektorin in Hohen Neuendorf
- Willi Warschowske (1892–1961), Maler, lebte in Borgsdorf
- Curt Wild-Wall (1898–1990), Maler und Grafiker
- Wilhelm Meisezahl (1894–1966), Chefarzt des Kreiskrankenhauses Hohen Neuendorf
- Karl Tessen (1900–1965), Politiker (SPD, SED), Bürgermeister von Hohen Neuendorf, Landrat des Landkreises Oberbarnim, lebte in Hohen Neuendorf
- Franz Kräft (1904–1992), kommunistischer Arbeiterfotograf und Teilnehmer an konspirativen Aktionen gegen den NS-Staat; lebte seit 1936 in Hohen Neuendorf
- Wilm Weinstock (1905–1981), Lyriker und Kinderlieddichter, lebte ab 1949 in Hohen Neuendorf[39]
- Alfred Otto Schwede (1915–1987), Schriftsteller und Übersetzer, lebte in der „Villa zum weißen Hirsch“
- Karl Reinhold Döderlin (1917–2004), Schriftsteller, lebte in Hohen Neuendorf
- Hannes H. Wagner (1922–2010), Maler und Grafiker, lebte in Hohen Neuendorf
- Manfred Schlenker (1926–2023), Kirchenmusiker und Komponist, lebte in Hohen Neuendorf
- Christel Guillaume (1927–2004), Agentin des MfS, erste Ehefrau von Günter Guillaume, lebte in Hohen Neuendorf
- Heidi Manthey (* 1929), Keramikkünstlerin, lebte in Hohen Neuendorf
- Günter Kochan (1930–2009), Komponist, lebte in Hohen Neuendorf
- Waltraud Falk (1930–2015), Wirtschaftswissenschaftlerin, lebte in Hohen Neuendorf
- Wolfgang Tilgner (1932–2011), Texter der Puhdys, lebte in Hohen Neuendorf
- Lothar Bisky (1941–2013), Politiker (Die Linke), lebte in Hohen Neuendorf
- Jutta Resch-Treuwerth (1941–2015), Journalistin, Ehe- und Familienberaterin, lebte in Hohen Neuendorf
- Uwe Beckmann (1941–2019), Maler und Grafiker, lebte in Bergfelde
- Alwin Ziel (* 1941), Politiker (SPD), 1990–2002 Minister des Landes Brandenburg, Stadtverordneter in Hohen Neuendorf
- Gert Neumann (* 1942), Schriftsteller, in Hohen Neuendorf aufgewachsen
- Jürgen Rennert (* 1943), Schriftsteller, in Hohen Neuendorf aufgewachsen
- Christa Koslitz (* 1944), Keramikerin und Malerin, lebt in Hohen Neuendorf
- Heidi Wagner-Kerkhof (* 1945), Bildhauerin, lebte in Hohen Neuendorf
- Jürgen Gerhard (* 1947), Maler, lebt in Hohen Neuendorf
- Michael Schwandt (* 1947), Musiker der Band Karat, lebt in Bergfelde
- Manfred Zoller (* 1947), Maler und Grafiker, lebt in Bergfelde
- Bernhard Potschka (* 1952), Gitarrist der NDW-Band Spliff, lebt in Hohen Neuendorf
- Ulrike Poppe (* 1953), DDR-Bürgerrechtlerin, wuchs in Hohen Neuendorf auf
- Karl-Heinz Schröter (* 1954), Politiker (SPD), Innenminister des Landes Brandenburg, lebt in Hohen Neuendorf
- Kurt Drawert (* 1956), Schriftsteller, wuchs in Hohen Neuendorf auf
- Daniela Hoffmann (* 1963), Schauspielerin und Synchronsprecherin, lebt in Bergfelde
- Ludger Weskamp (* 1966), Politiker (SPD), Landrat des Landkreises Oberhavel, lebt in Hohen Neuendorf
- Michael Hartmann (* 1974), Fußballspieler, spielte für den FSV Borgsdorf
- Charlotte Würdig (* 1978), Moderatorin und ehemalige Gattin von Sido, lebt in Hohen Neuendorf
- Sido (bürgerlich Paul Hartmut Würdig; * 1980), Rapper, lebt in Hohen Neuendorf
- Susanne Tockan (* 1982), Moderatorin, besuchte das Gymnasium in Hohen Neuendorf
- Fabian Holland (* 1990), Fußballspieler, erster Verein war der FSV Borgsdorf